# 藤本忍
藤本 忍（ふじもと しのぶ）は愛媛県今治市出身のジャズトランペット奏者。

## 来歴
ファンキー・ジャズを聴いて傾倒。稲垣次郎ビッグソウルメディアでデビュー。のちに高橋達也と東京ユニオンにスカウトされ、スリー・ブラインド・マイスより「God the Spirit」をリリースする。以後、金井英人グループ、岡本章生とゲイスターズなどでソロ演奏者として活動する。原信夫とシャープス&フラッツに抜擢され、「Jazz Unlimited Live’80」を発売する。その後、宮間利之とニューハードオーケストラに入団。世界各国の音楽家が一同に集まった、インドでの「ジャズ・ヤトラ’82フェスティバル」に出演。
翌年、SMSレコードから発売された「ミスティ」では、「アランフェス・コンチェルト」と「いそしぎ」のフィーチャーで好評を博し、芸術祭優秀賞を受賞する。中村達也グループで、藤本のオリジナルである表題曲を含むアルバム「ルーカス」を発表。その後、山下洋輔パンジャ・スウィング・オーケストラに加入。日野皓正、坂田明、渡辺香津美などのゲストと共演する。　一方、これと平行して、自己のグループ「藤本忍&エモーション」を結成。その演奏は1992年、イタリアの新聞「セラ」誌でも紹介され、絶賛された。1995年10月には、ラッツパック・レコードよりリーダー・アルバム「ホープ」のCDを全国発売。
1996年以降は、日野元彦、村上秀一、渡辺文男、向井滋春、中村誠一、峰厚介、本田竹広、市川秀男、山下洋輔らの一流音楽家とセッション活動を行いながら、自己のグループを率いて全国各地でコンサート活動を展開している。
有馬徹とノーチェ・クバーナの指揮者に就任。その後2010年ラテン・ビッグバンド 「有馬忍 東京ラティーノス」を結成。日比谷公会堂で行われた「栄光のラテンビッグバンド」にて故有馬徹の遺志を引き継ぎ「有馬忍」として襲名披露公演を行う。東京キューバン・ボーイズや夏木マリ、加藤久仁彦、えまおゆうなどのゲストたちと共演。演奏活動を展開している。

## アルバム
- 「Hope」（1995年）
- 「エスペランサ」（2004年）